# پیکو دا اسپرانسا
پیکو دا اسپرانسا (به پرتغالی: Pico da Esperança) یک کوه در پرتغال است که در آزور واقع شده‌است. پیکو دا اسپرانسا ۱٬۰۵۳ متر بالاتر از سطح دریا واقع شده‌است.